# Laoské království
Laoské království (laosky ພຣະຣາຊອານາຈັກລາວ, Phra Ratxa A-na-chak Lao) je označení pro zaniklý stát existující v letech 1949 (1945) – 1975.
Od roku 1707 byl laoský stát rozdělen na tři samostatná království – Vientiane, Čampassak a Luang prabang. Do poloviny 19. století tyto státy ovládalo Thajsko. V roce 1893 zde Francouzi zřídili protektorát, který byl součástí jejich kolonie tzv. Francouzská Indočína. Za druhé světové války byl Laos okupován Japonci.

Královský palác v Luang Prabang

Roku 1945 zde byla vyhlášena nezávislost, ale o rok později Francie silou obnovila koloniální zřízení. V roce 1949 konečně získal Laos nezávislost v rámci Francouzské unie. V roce 1953 získal plnou nezávislost. Země byla v tomto období zmítána občanskou válkou a v 70. letech velmi trpěla zatažením do vietnamské války. Občanská válka skončila roku 1973.
V roce 1975 proběhl násilný komunistický převrat, a po uchopení moci komunisty byl král donucen abdikovat a tak byla zrušena monarchie a vyhlášena socialistická republika. Zemi ovládlo komunistické hnutí Pathet Lao. U moci v Laosu jsou komunisté dodnes. V roce 1980 byl podle většinového názoru komunisty zavražděn bývalý korunní princ a syn krále Savang Vatthana, princ Vong Savang.

## Seznam laoských králů
- Sisavang Vong – (1949–1959)
- Savang Vatthana – (1959–1975)